# Lupinus insignis
Lupinus insignis är en ärtväxtart som beskrevs av Charles Piper Smith. Lupinus insignis ingår i släktet lupiner, och familjen ärtväxter. Inga underarter finns listade i Catalogue of Life.